# Салакс, Вилнис
Вилнис Салакс (латыш. Vilnis Salaks, род. 18 января 1939 года, умер 17 мая 2021 года) — латвийский композитор, музыкальный педагог, фольклорист и специалист по деревянным духовым инструментам.

## Биография
Вилнис Салакс родился 18 января 1939 года в Риге в семье дирижера, хормейстера и композитора Артура Салакса. Детство Вилниса прошло в Валмиере, куда семья переехала в 1941 году и где Вилнис получил среднее образование. Первым учителем музыки был отец - Артурс Салакс, который работал преподавателем теоретических предметов в Валмиерской музыкальной школе. В 14 лет Вилнис вернулся в Ригу. Учился в Музыкальной средней школе Язепа Мединьша (1955 – 1958) и Государственной консерватории имени Язепа Витолса  (1958 – 1963). В 2003 году получил степень магистра музыки.
Работал преподавателем композиции и теоретических предметов в Рижской музыкальной средней школе имени Язепа Мединьша (1962 – 2009), в Елгавской средней музыкальной школе (2003 – 2009) и доцентом в Латвийской музыкальной академии имени Язепа Витолса. С 1985 года был членом Союза композиторов.
С 1964 года он принял участие в концертах в Латвии и за рубежом – в Литве, Эстонии, России. Руководил многими вокальными ансамблями, такими как мужской вокальный ансамбль Дворца культуры ВЭФ (с 1964 года), мужской вокальный квартет «Вецрига» (латыш. Vecrīga, основан в 1974 году) и другими . Получил около 30 почетных грамот и дипломов на конкурсах.
Был вице-президентом Международного центра музыкальной культуры «Арфа» (1991–1997), организовал концерты в Москве, Киргизии, Израиле и других странах.
Умер 17 мая 2021 года в возрасте 82 лет.

## Награды
В 2003 году получил медаль памяти Эрнеста Брастыньша и Арвида Брастыньша за творческий вклад в область латвийской народной музыки.
В 2014 году был награжден ежегодной премией Рижской думы «Белый воробей» (латыш. Baltais zvirbulis) 

## Творческое наследие
Писал преимущественно миниатюры и народные песни для различных инструментов . Всего создано более 1700 композиций и более 1000 обработок народных песен для различных вокальных и инструментальных ансамблей, начиная с соло кокле и заканчивая симфоническим оркестром. Они собраны более чем в 10 томах.
На счету композитора 4 симфонии, 2 симфонические поэмы, 5 концертов, сюиты, пьесы для всех инструментов симфонического оркестра  .